# Slavčo Koviloski
Slavčo Koviloski (Skoplje, Republika Makedonija, 1978.) je makedonski pjesnik, esejist, književni kritičar i povjesničar.
Završio je Filozofski fakultet na Sveučilištu Sv. Ćirila i Metod u Skoplju. Doktorirao je na Institut za makedonske književnosti, gde i radi.
Bio je glavni I odgovorni urednik časopisa: "Sovremenost".
Njegova poezija i proza je zastupljena u nekoliko antologija i objavljena na više jezika.
Dobitnik je više prestižnih književnih nagrada i priznanja.

## Djela
- “Sunce će opet ustati”  (“Сонцето повторно ќе изгрее”), 2000 (pjesme)
- “Poezija u pokretu” (“Поезија во движење”), 2005 (pjesme)
- “Ja sam opasan” (“Опасен сум”), 2007 (roman)
- “Kralj Marko ili Vulkašinov sin” (“Крале Марко или Синот на Волкашин”) (monodrama); Na Nož (“На Ножот”) (monodrama), 2010
- “Sanjanje (“Сонување”), 2011 (roman)
- “Sin Kralja (“Синот на Кралот”), 2011 (roman)
- “Loša tetka i druge priče (“Лоша тетка и други раскази”), 2013, (kratke priče)
- “Barutna poezija (“Барутна поезија”), 2015 (pjesme)
- “Kralj Marko po drugi put” (“Крале Марко по вторпат”), 2018 (poema)

## Nagrade
- “3 Noemvri” (2010) za znanost
- “Prozni majstor” (2013) za priče
- “Jovan Koteski” (2015) za pjesme
- “Goce Delčev” (2018) za znanost
- “Grigor Prličev” (2019) za poema

## Vanjske poveznice
- Slavčo Koviloski - Reper
- Slavčo Koviloski - Blesok